# LADY (Official髭男dismの曲)
「LADY」（レディー）は、日本のバンド・Official髭男dismの1作目の配信限定EP、およびEPの1曲目に収録されている楽曲である。

## 概要
配信限定シングル「Tell Me Baby/ブラザーズ」以来約3ヶ月ぶりとなるリリースであり、EPのリリースは前作「What's Going On?」から約1年ぶりとなる。「Tell Me Baby/ブラザーズ」の両曲と表題曲「LADY」、メ〜テレの朝の情報番組『デルサタ』のテーマソングとして書き下ろされた「Driver」の計4曲が収録されている。
発売1ヶ月前の9月8日より、サブスクリプションサービスでのストリーミングサイトより先行配信と、iTunesでの購入予約が行われた。また、iTunesでEPを作品として購入すると【Official髭男dism one-man tour 2017 -summer-】の渋谷CLUB QUATTRO公演より、オープニング映像と「犬かキャットかで死ぬまで喧嘩しよう!」「異端なスター」「始まりの朝」「Trailer」のライブ映像が特典としてプレゼントされた。

## 収録曲

### 配信限定
| 全作詞・作曲: 藤原聡、全編曲: Official髭男dism。 |                  |        |            |      |
| #                                                | タイトル         | 作詞   | 作曲・編曲 | 時間 |
| 1.                                               | 「LADY」         | 藤原聡 | 藤原聡     | 4:41 |
| 2.                                               | 「Driver」       | 藤原聡 | 藤原聡     | 4:47 |
| 3.                                               | 「Tell Me Baby」 | 藤原聡 | 藤原聡     | 4:42 |
| 4.                                               | 「ブラザーズ」   | 藤原聡 | 藤原聡     | 3:58 |
| 合計時間:                                        | 合計時間:        | 18:08  |            |      |

### iTunesアルバム購入特典
- 「Official髭男dism one-man tour 2017 -summer-」LIVE MOVIE （from 2017.6.16 SHIBUYA CLUB QUATTRO）

| #  | タイトル                                 | 作詞 | 作曲・編曲 |
| -- | ---------------------------------------- | ---- | ---------- |
| 1. | 「Opening」                              |      |            |
| 2. | 「犬かキャットかで死ぬまで喧嘩しよう！」 |      |            |
| 3. | 「異端なスター」                         |      |            |
| 4. | 「始まりの朝」                           |      |            |
| 5. | 「Trailer」                              |      |            |

## 楽曲解説
1. LADY
本作の表題曲。
リリースに先行し、9月29日にミュージックビデオが公開された。楽曲の世界観を表現する為にスケートリンクで撮影され、初となるメンバーの演奏シーンのみで構成されている[2]。
表題曲としては初のバラードナンバーで、今までの楽曲よりサウンドの音数を減らしている。歌詞は藤原曰く「大切な人に対する愛と敬意を込めた曲。歳の割に幼い恋愛をしていることを自虐しながら、幸せを噛み締めている様子」を描いている。
藤原はインタビューにて「20代30代になって恋愛すると、それが初恋ということはなかなかないし、みんな気にしないと言いながらも、相手の過去のこととか、理性の裏側でこっそり気にしてるじゃないですか？  そこで、記憶というものを紙に擬態化して、二人でマジックで記憶を上書きしようとするという、そういう表現を思いついて。僕の実体験も少しは混ざってるんですけど、ここに出てくる二人は、年齢は大人なんだけど子供っぽい独占欲が止められない、という内容になってます。」とコメントしている[3]。
2020年5月31日放送の関ジャム完全燃SHOW「クラシックのプロがスゴイと思うJ-POP特集」で清塚信也が本楽曲を挙げている。
2. Driver
メ〜テレ朝の情報番組『デルサタ』テーマソング[4]。バンド初の生活情報番組テーマソングの書き下ろしである。
ハードなギターが全面に出た爽やかなアッパーチューン。Gt.小笹曰く、間奏のギターソロなどは和田光司の楽曲『Butter-Fly』のイメージで弾いているという[5]。
歌詞のテーマは「1日が始まる感じ」であり、藤原自身の1日を自身の使用しているスマートフォンの目線から見た楽曲[3]。目覚まし、ルート案内などの描写や「バッテリー」といった言葉も歌われている。
EP収録曲の中で唯一ミュージックビデオが制作されていない。
3. Tell Me Baby 
1stデジタルシングルの表題1曲目。
4. ブラザーズ
1stデジタルシングルの表題2曲目。